# Otrado-Tenguinski
Otrado-Tenguinski (del ruso: Отрадо-Тенгинский) es un posiólok del raión de Otrádnaya del krai de Krasnodar, en Rusia. Está situada en la orilla izquierda del río Bolshói Teguín, afluente del río Urup, 12 km al sudoeste de Otrádnaya y 210 km al sureste de Krasnodar, la capital del krai. Tenía 342 habitantes en 2010.
Pertenece al municipio Spokoinoye.